# 三和橋 (東京都)

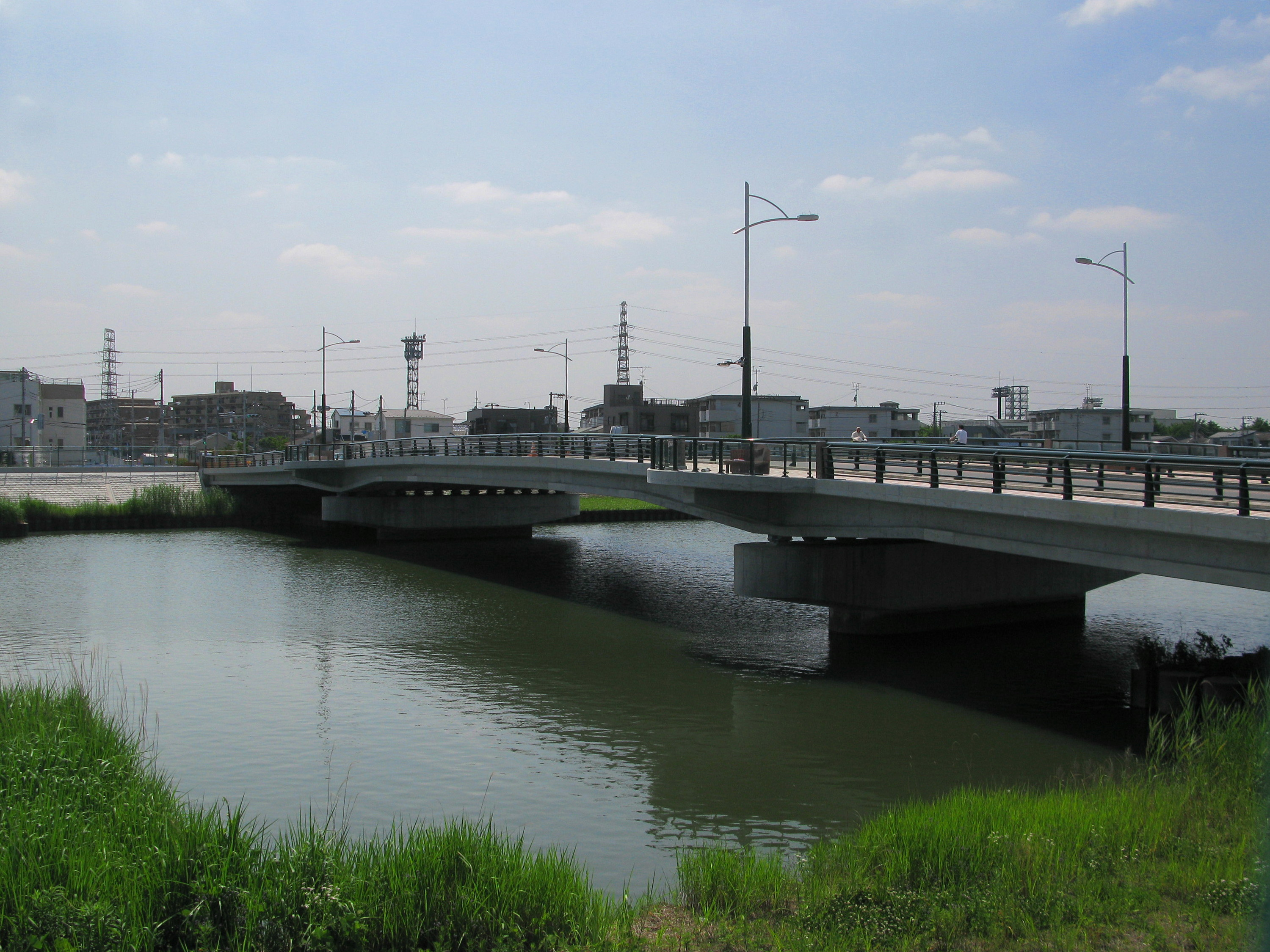
三和橋（2012年6月）

三和橋（さんわばし）は、新中川に架かる橋のひとつで、東岸の東京都葛飾区細田三丁目と西岸の細田二丁目を結び、都市計画道路補助264号線を通す。

## 歴史
- 1961年（昭和36年）6月[1] 新中川掘削工事に伴い架橋された。
- 1972年（昭和47年）3月 下流側に人道橋が設置され、人車分離された。

## 諸元
- 形式 – 7径間上路鋼鈑桁橋
- 橋長 – 119 m[1]
- 幅員 – 6.0 m（車道）
- 管理 – 葛飾区

## 新橋の架け替え工事
交通量の増加等による老朽化、都市計画道路補助264号線の街路拡幅工事が進捗していることから、2007年現橋の上流側に新橋の架設工事を行った。

## 新橋の概略
- 形式 – 3径間連続プレビーム合成桁橋
- 橋長 – 119.4 m
- 幅員 – 14.1 m
- 工事主体 – 葛飾区
- 鋼桁製作・架設 – 川田建設株式会社　一次施工

　　　　　　　 　　　　　株式会社エム・テック　二次施工　

## 周辺
- 葛飾区立奥戸小学校
- 三和公園
- 奥戸総合スポーツセンター
- 環七通り
- JR新金線
- 東京都下水道局細田ポンプ所

## 隣の橋
- 新中川

（上流） - 高砂諏訪橋 - 細田橋 - 三和橋 - 八剣橋 - 奥戸新橋 - （下流）